# Brevipalpus cromroyi
Brevipalpus cromroyi är en spindeldjursart som beskrevs av Evans 1993. Brevipalpus cromroyi ingår i släktet Brevipalpus och familjen Tenuipalpidae. Inga underarter finns listade.